# Ernesto Lupercio
Ernesto Lupercio (nacido en 1970) es un matemático mexicano.

## Biografía
Obtuvo un doctorado de la Universidad Stanford en 1997 bajo la dirección de Ralph L. Cohen. Fue miembro de la Global Young Academy (2011-2016) y miembro de la Academia Mundial de Ciencias (TWAS).
Se desempeña como profesor titular 3-B en el Departamento de Matemáticas del Centro de Investigación y de Estudios Avanzados del Instituto Politécnico Nacional. Forma parte del Sistema Nacional de Investigadores grado II.
Fue galardonado con el Premio ICTP Ramanujan en 2009, "por sus destacadas contribuciones a la topología algebraica, la geometría y la física matemática".

## Publicaciones seleccionadas
- Lupercio, Ernesto; Uribe, Bernardo (2004), «Gerbes over orbifolds and twisted K-theory», Communications in Mathematical Physics 245: 449-489, doi:10.1007/s00220-003-1035-x.
- de Fernex, Tommaso; Lupercio, Ernesto; Nevins, Thomas; Uribe, Bernardo (30 de enero de 2007), «Stringy Chern classes of singular varieties», Advances in Mathematics 208 (2): 597-621, doi:10.1016/j.aim.2006.03.005.
- Lupercio, Ernesto; Poddar, Mainak (Julio de 2004), «The global McKay–Ruan correspondence via motivic integration», Bulletin of the London Mathematical Society 36 (4): 509-515, doi:10.1112/S002460930300290X.